# Veluwemeertocht

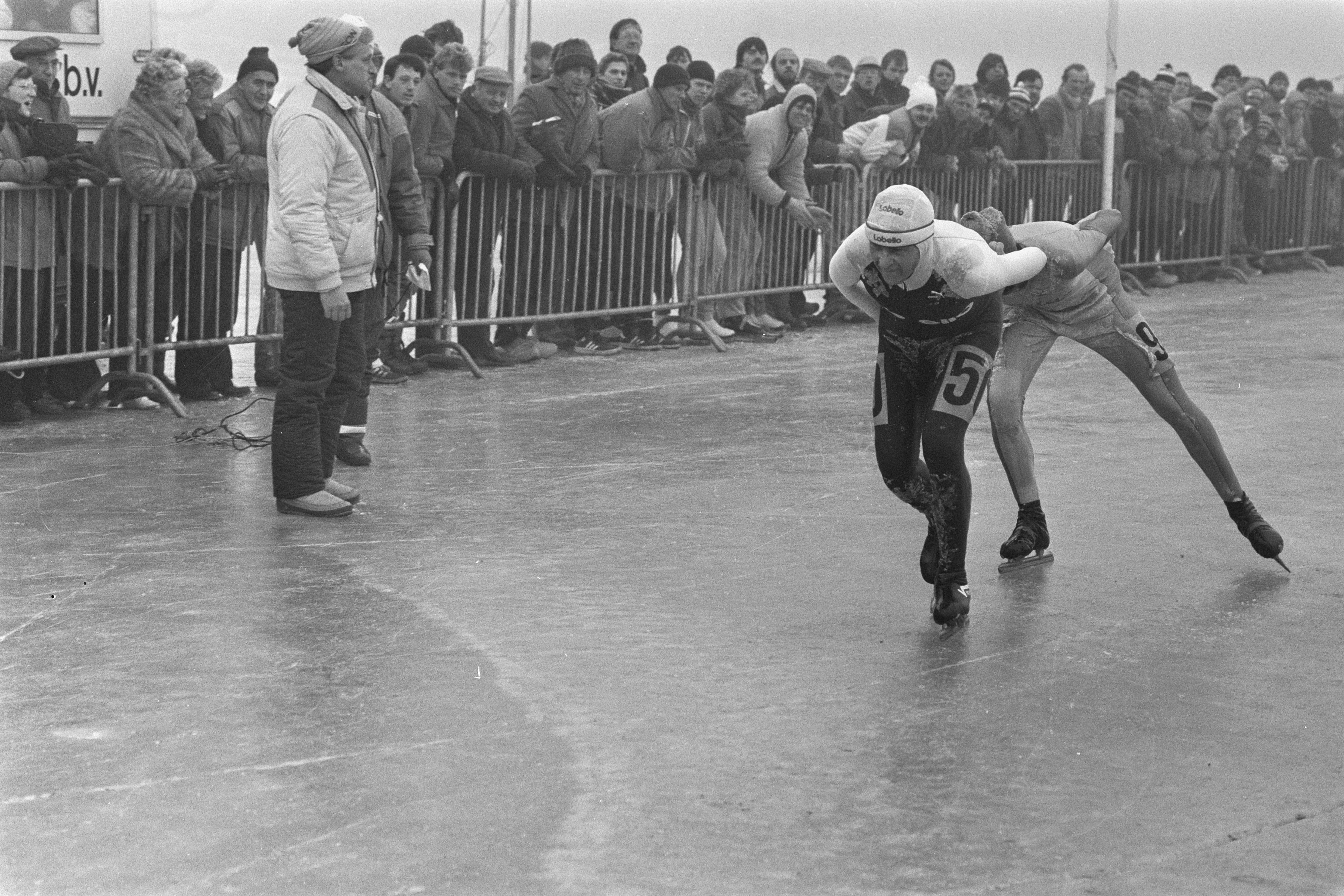
De Veluwemeertocht in 1987

De Veluwemeertocht is een schaatswedstrijd op natuurijs en behoort tot de een van de veertien natuurijsklassiekers die in Nederland worden gereden. De tocht wordt onregelmatig (afhankelijk van de ijssituatie) gehouden op het Veluwemeer. Zowel de start als finish is in Elburg en de organisatie berust bij IJsclub TG Elburg. Op 10 februari 2012 werd voor het laatst een Veluwemeertocht verreden door de profs, op 11 februari 2012 werd voor het laatst de toertocht verreden.

## Route
De Veluwemeertocht wordt op een parcours van 25 kilometer gereden. De route gaat van Elburg via Nunspeet naar Harderwijk en vandaar terug naar Elburg en Kampen.

## Historie
IJsclub TG Elburg organiseerde in de strenge Elfstedenwinter van 1963 twee wedstrijden, die allebei door Roelof Bakker uit IJhorst werden gewonnen. In 1970 won Jan Visser uit Hoogkarspel. De wedstrijd op het Veluwemeer groeide uit tot een klassieker, toen in 1976 door de Samenwerkende IJsclubs langs het randmeer besloten een wedstrijd over 200 kilometer te organiseren. De 6e Veluwemeertocht in januari 1976 was de eerste marathon over 200 kilometer, die na de beruchte Elfstedentocht van 1963 in Nederland werd gehouden. Het werd een succes met thuisrijder Dries van Wijhe uit Oldebroek als winnaar. De tocht startte en finishte bij Elburg. Het parcours ging tot Harderwijk en Kampen over het uitgestrekte Veluwemeer. De ronde van 20 kilometer werd tienmaal afgelegd. In 1979 won Ton Groot, in 1980 Co Giling en in 1985 Frans Boon. In 1987 behaalde Jan Roelof Kruithof uit Havelte in de Veluwemeertocht zijn tiende overwinning in een 200 kilometerwedstrijd, een record dat tot op de dag van vandaag niet geëvenaard is. In 1996 won Erik Hulzebosch de tot 100 kilometer terug gebrachte wedstrijd voor René Ruitenberg die op zijn beurt in 1997 in zijn ‘thuiswedstrijd’ Ruud Borst en Hans Pieterse versloeg.

### Editie seizoen 2009-2010
De Veluwemeertocht op 14 januari 2010 werd verreden op slecht ijs en dat leidde tot een slagveld. Van de 136 schaatsers die aan de start stonden, haalden een kleine twintig de meet. Onder de afvallers was Erben Wennemars. De oud-wereldkampioen sprint viel bij zijn debuut in een natuurijsklassieker en liep een diepe snee in zijn kin op. Halverwege de wedstrijd ontstond er in de race over 100 kilometer een kopgroep van tien man. Naast Van der Wal reed daarin ook René Ruitenberg, die in 1997 won toen de natuurijsklassieker voor de laatste keer gehouden werd. In de slotfase ontsnapten Van der Wal en Jouke Hoogeveen. Toen Hoogeveen viel was de weg vrij voor de winst van Van der Wal.
Mireille Reitsma sprong bij de vrouwen op 7 kilometer voor de finish weg bij medevluchtster Yvonne Spigt en reed 40 seconden bij haar vandaan. Carla Zielman was de snelste in de sprint van het achtervolgende peloton en werd derde. De 32-jarige Reitsma demarreerde samen met Spigt en Jolanda Spruit na 30 kilometer uit het peloton. Spruit kon het tempo niet bijbenen en viel als eerste weg. Op een tempoversnelling van Reitsma had vervolgens Spigt geen antwoord. Haar voorsprong op het peloton bedroeg 1.15 minuut.

### Editie seizoen 2011-2012
Ruud Aerts uit Riel sloeg zijn slag in de editie van 10 februari 2012 in de laatste drie ronden. Aerts maakte deel uit van een groepje van zo’n achttien man en besefte dat hij iets moest doen om sowieso een kans te maken. Op het moment dat er een gaatje viel ging Aerts in de aanval en reed vervolgens in een meedogenloos tempo naar de streep. Niemand kon de Brabander achterhalen. Ruim achter hem werden Johan Hendriks en Robert Bovenhuis bijgehaald, waarna zowaar Jan Maarten Heideman nog naar een prachtige tweede plek sprintte, pal voor Ingmar Berga.
Bij de dames pakte Foske Tamar van der Wal de winst op een manier die bekend is van haar: in de sprint. Maar het echte werk had Van der Wal in de voorgaande kilometers al gedaan. Ze maakte deel uit van een kopgroep met daarin ook nog eens vier vrouwen van MK Basics. Die probeerden de kleine Groningse te breken. Kilometers lang werd Van der Wal getest, steeds maar weer. Maar Van der Wal ging niet stuk en won de klassieker in de sprint.

## Uitslagen
|    | Jaar | Datum       | Wedstrijd           | Mannen  | Mannen                | Mannen       | Mannen  | Vrouwen  | Vrouwen                  | Vrouwen   | Vrouwen |
| Km | Jaar | Datum       | Wedstrijd           | Winnaar | Woonplaats            | Tijd         | Km      | Winnares | Woonplaats               | Tijd      |         |
| -- | ---- | ----------- | ------------------- | ------- | --------------------- | ------------ | ------- | -------- | ------------------------ | --------- | ------- |
| 1  | 1963 | 23 februari | 1e Veluwemeertocht  | 65      | Roelof Bakker         | IJhorst      | 2:12    |          |                          |           |         |
| 2  | 1963 | 2 maart     | 2e Veluwemeertocht  | 90      | Roelof Bakker         | IJhorst      |         |          |                          |           |         |
| 3  | 1970 | 2 januari   | 3e Veluwemeertocht  | 65      | Jan Visser            | Hoogkarspel  | 2:03.18 |          |                          |           |         |
| 4  | 1976 | 4 februari  | 4e Veluwemeertocht  | 50      | Dries van Wijhe       | Oldebroek    | 1:46.12 |          |                          |           |         |
| 5  | 1979 | 4 januari   | 5e Veluwemeertocht  | 65      | Ton Groot             | Limmen       | 1:49.51 |          |                          |           |         |
| 6  | 1979 | 23 januari  | 6e Veluwemeertocht  | 195     | Dries van Wijhe       | Oldebroek    | 6:06.20 |          | Janny Nijkamp Reinderink |           | 8:15    |
| 7  | 1980 | 19 januari  | 7e Veluwemeertocht  | 73      | Co Giling             | Warmenhuizen | 1:56.12 |          | Lenie van der Hoorn      |           |         |
| 8  | 1985 | 17 januari  | 8e Veluwemeertocht  | 203     | Frans Boon            | Hem          | 7:09.49 |          | Elly van der Winde       |           | 8:09.08 |
| 9  | 1987 | 21 januari  | 9e Veluwemeertocht  | 203     | Jan Roelof Kruithof   | Havelte      | 6:47.45 |          | Lenie van der Hoorn      |           | 7:20;09 |
| 10 | 1996 | 4 januari   | 10e Veluwemeertocht | 100     | Erik Hulzebosch       | Gramsbergen  | 2:52.25 | 60       | Jenita Smit              |           | 1:46.19 |
| 11 | 1997 | 9 januari   | 11e Veluwemeertocht | 108     | René Ruitenberg       | Oldebroek    | 2:55.28 | 67       | Gretha Smit              | Rouveen   | 2:09.48 |
| 12 | 2010 | 14 januari  | 12e Veluwemeertocht | 100     | Geert-Jan van der Wal | Urk          |         | 50       | Mireille Reitsma         | Emmeloord | 1:34.50 |
| 13 | 2012 | 10 februari | 13e Veluwemeertocht | 100     | Ruud Aerts            | Riel         | 2:54.45 | 50       | Foske Tamar van der Wal  | Groningen | 1:40.43 |